# Högdalen (tunnelbanestation)
Högdalen är en station inom Stockholms tunnelbana i stadsdelen Högdalen i Söderort som trafikeras av Gröna linjen och ligger mellan stationerna Bandhagen och Rågsved. Avståndet från station Slussen är 7,3 kilometer. Från ingången sett går spåret till vänster mot Hässelby strand, spåret till höger mot Hagsätra och spåret i mitten går till SL:s vagnhall.

## Historik
Stationen togs i bruk den 22 november 1954 och var då slutstation innan sträckan förlängdes 1959 till Rågsved. Den första stationen var provisorisk, den nuvarande stationen invigdes den 3 november 1957. Stationen är belägen utomhus vid Högdalens centrum mellan Sjösavägen och Harpsundsvägen. Entré i söder från Högdalsgången.
Stationen fick konstnärlig utsmyckning år 2002. Den är utförd av Birgitta Muhr och består av tre stycken två och en halv meter höga bronstulpaner med grönpatinerade stjälkar och rödlackerade blomkroppar.
Strax söder om stationen viker ett spår av mot SL:s vagnhall, Högdalsdepån i Högdalens industriområde.
Sedan 2009 ligger Högdalens bibliotek i tunnelbanehuset, en trappa upp från biljetthallen.

## Framtid
Från cirka 2030 kommer stationen att ligga på Blå linjen istället för på Gröna. Det gäller alla stationer från Sockenplan till Hagsätra. Hagsätragrenen blir då en av Blå linjens grenar i söder. Vid den nya stationen Sofia kommer banan grena sig i Nackagrenen respektive Hagsätragrenen.

## Bilder

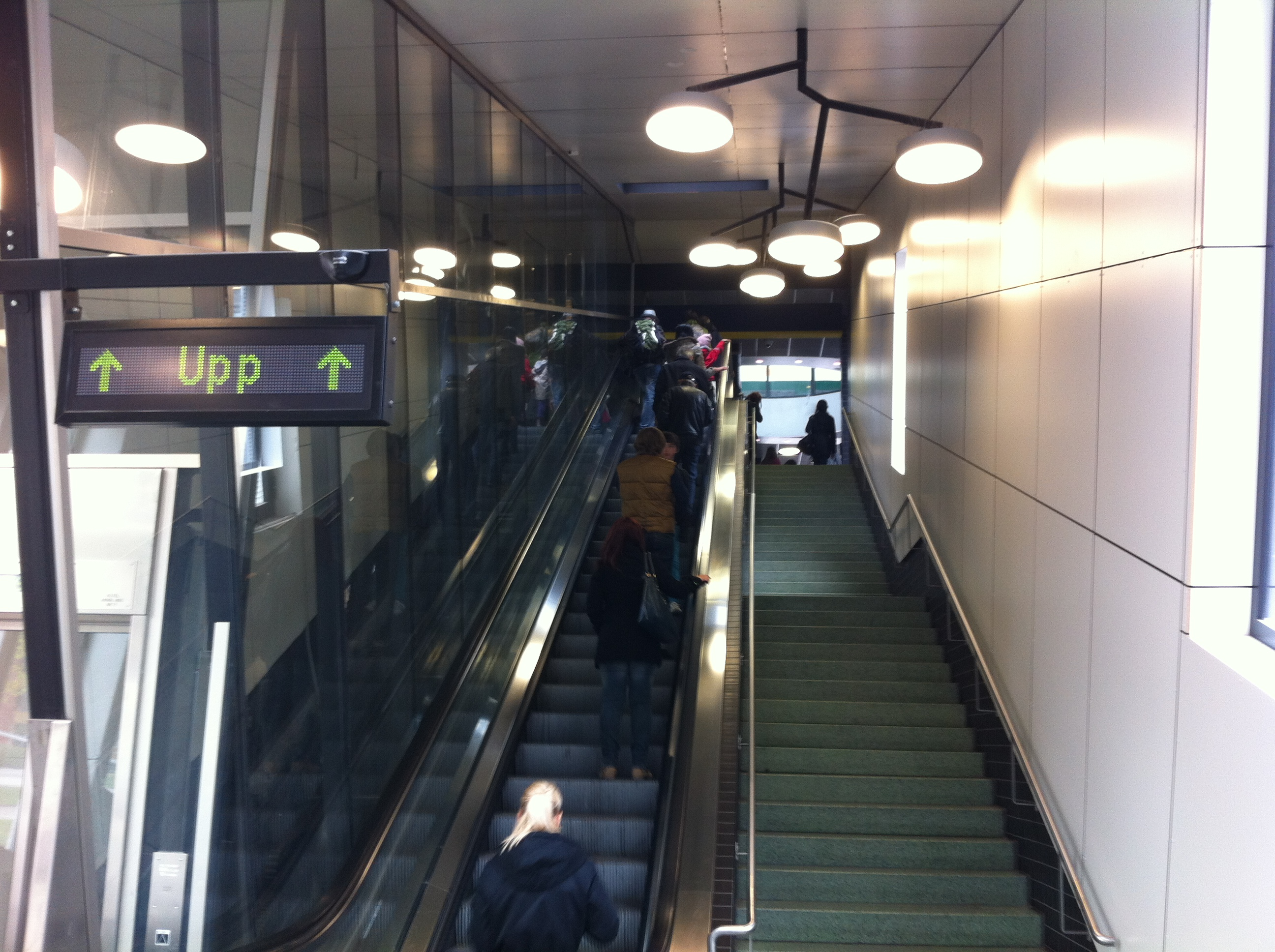
Rulltrapporna.
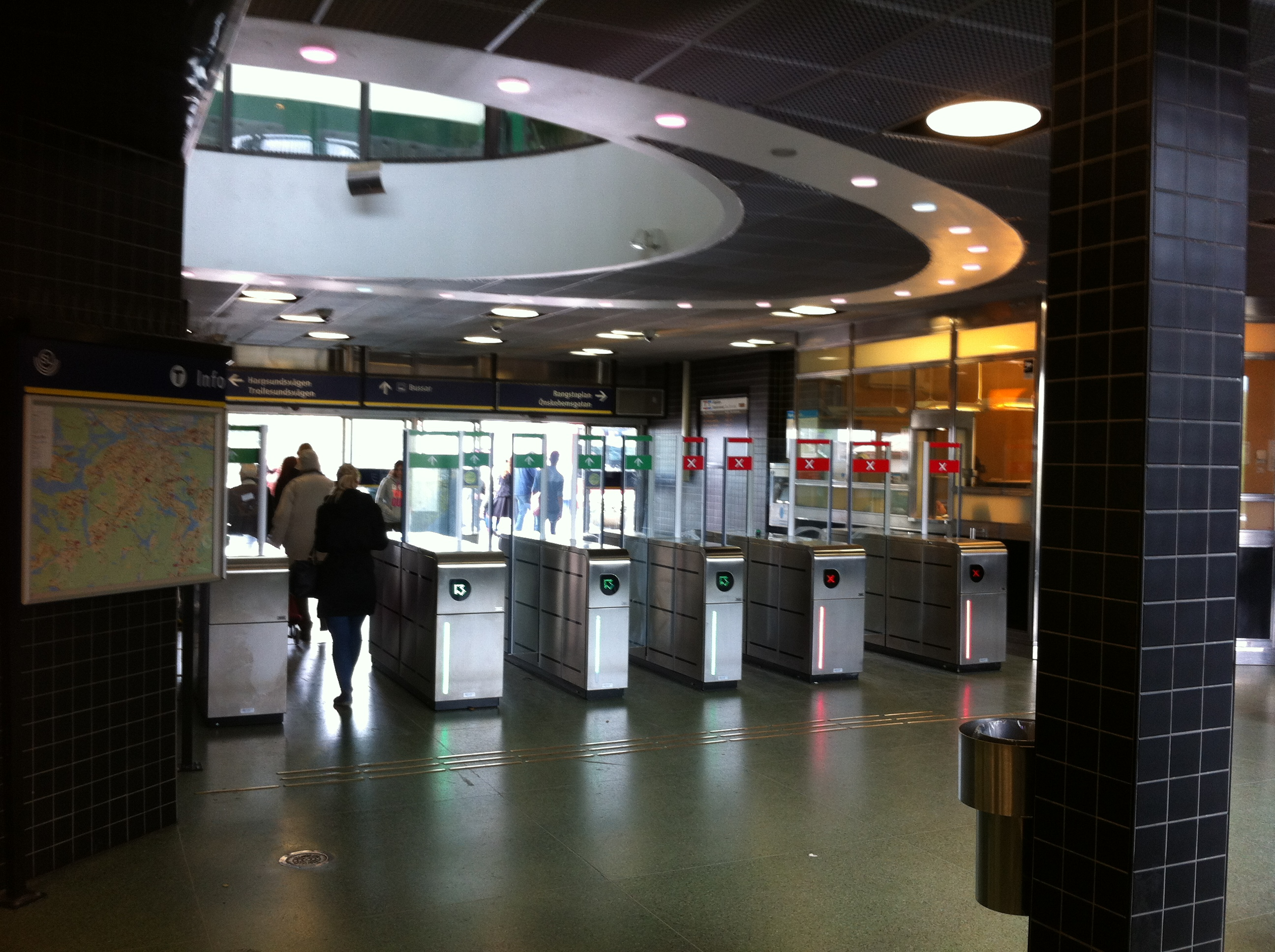
Biljetthallen.
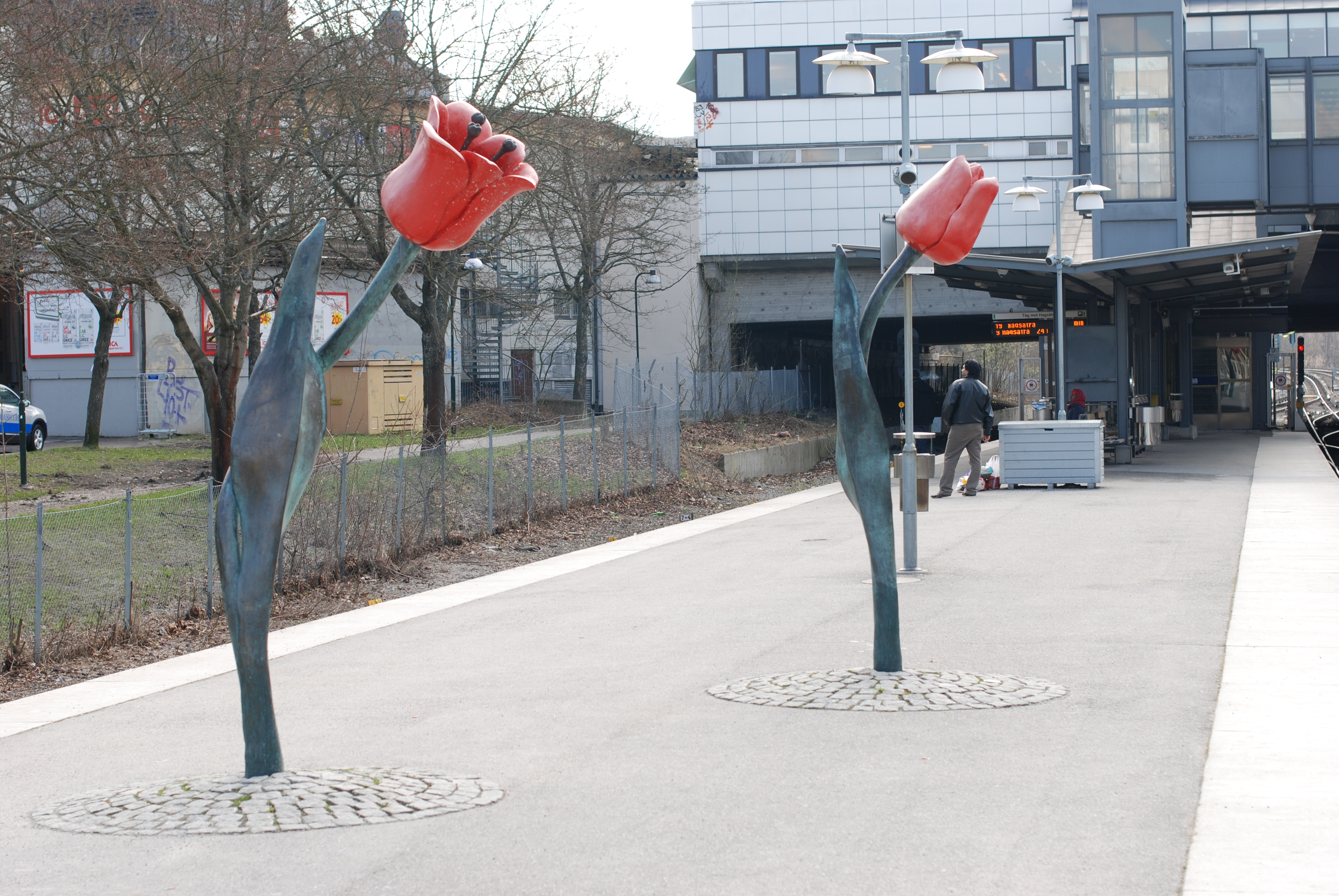
Skulpturen Uppväxter.
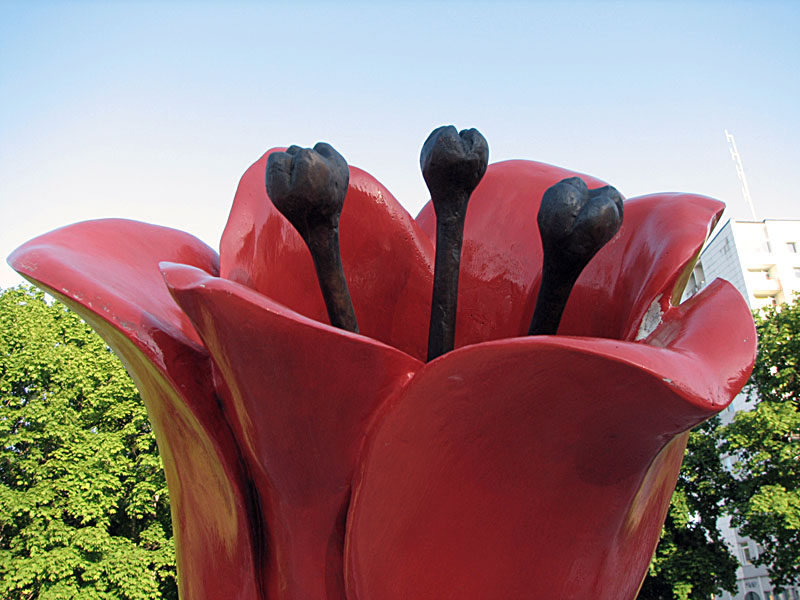
Detalj från skulpturen Uppväxter.